# 金川区
金川区是中华人民共和国甘肃省金昌市的主要部分和市辖区。

## 行政区划
金川区下辖6个街道办事处、2个镇：
滨河路街道、桂林路街道、北京路街道、金川路街道、新华路街道、广州路街道、宁远堡镇和双湾镇。

## 交通
- 金昌金川机场